# Пермский троллейбус
Пе́рмский тролле́йбус — закрытая троллейбусная сеть города Перми, работавшая с 1960 по 2019 год. 
Линии троллейбуса проходили по центральным улицам города, таким как Комсомольский проспект, улицы Ленина и Пушкина. Троллейбусная сеть была расположена только в левобережной части города, охватывая микрорайоны Городские Горки, Балатово, Крохалёва, Владимирский и Парковый. Генеральный план 2004 года предусматривал дальнейшее развитие троллейбусной сети, однако вскоре был отменён. В 2018 году было принято решение о ликвидации сети ввиду убыточности и высоких расходов на содержание, а также планов сделать ставку на трамваи и автобусы на газу. Демонтаж линий начался после закрытия сети в июне 2019 года и завершился к октябрю 2020 года.

## История
Движение троллейбусов в Перми было открыто в 1960 году. Первая линия проходила от Комсомольской площади до Сада Решетникова по улице Орджоникидзе и Комсомольскому проспекту. Некоторое время троллейбусы разворачивались, не доходя до Орджиникидзе, на квартал ниже улицы Ленина. Позже линию продлили до Речного вокзала. Через два года появилась линия от Рынка до площади Дружбы. Позже её продлили до Ипподрома через Центральный рынок. Её выполнял маршрут № 2.
В 1972 году появилась линия к вокзалу Пермь II по улице Ленина; трамвайная же линия по ул. Ленина, начиная от ул. Куйбышева,  была постепенно перенесена на параллельную ул. Коммунистическую в 1963 и в 1969-70.
В 1981 году была открыта линия по улице Карла Маркса (ныне ул. Сибирская) к речному вокзалу взамен существовавшей ранее трамвайной ветки. Через Южную дамбу троллейбусы пошли в 1986 году.
Последний крупный участок сети, связавший шоссе Космонавтов с микрорайоном Парковый, был открыт в 1993 году. Впоследствии были открыты лишь два коротких участка — «перемычки» между давно построенными линиями: по улице Белинского от Комсомольской площади до площади Карла Маркса; по улице Чкалова от улицы Куйбышева до улицы Героев Хасана.
14 марта 1997 года в Пермь поступила партия троллейбусов Gräf & Stift из Австрийского Зальцбурга, которые эксплуатировались до 2007 года.
В 2000 году был организован коммерческий маршрут 12т, стоимость в котором была аналогична стоимости проезда на маршрутных такси.
Генеральный план развития города Перми до 2020 года, принятый Пермской городской думой в 2004 году, предусматривал развитие троллейбусной сети в районы реконструкции и нового строительства, в частности, в микрорайоны Костарево, Висим, Запруд, Вышка 2, Бахаревка, Молодежный, а также на связях районов правобережной части города между собой и через «Мотовилихинский» мост с левобережными районами. Однако генеральный план 2004 года просуществовал всего три года и был отменён решением Ленинского районного суда в 2007 году.
Согласно концепции развития городского транспорта Перми на 2005—2008 годы, утверждённой Пермской городской думой, предполагалось продлить троллейбусную линию от микрорайона Парковый в Кировский район через Красавинский мост после завершения его строительства. Однако дальнейшие планы предусматривали только сокращение и закрытие троллейбусного движения в городе (см. раздел «Сокращение сети и закрытие маршрутов»).
Последний рейс троллейбуса на пассажирской линии состоялся 30 июня 2019 года.
В течение 2019—2020 годов все оставшиеся троллейбусные линии были демонтированы, вместо троллейбусов пущены автобусы, на некоторых из них увеличили количество машин, благодаря поставкам новых автобусов "Volgabus".
Водители троллейбусов были переучены на водителей автобусов.

## Описание сети
Троллейбусная сеть Перми располагалась только в левобережной части города. Троллейбусные линии были проложены по многим основным магистралям центральной части города и прилегающих к ней районов. В правобережной части города, а также, в Кировском и Орджоникидзевском районах троллейбусное сообщение никогда не осуществлялось. 
Демонтаж троллейбусных линий города Перми начался сразу после закрытия сети — в июле 2019 года. К концу октября 2020 года все троллейбусные линии в Перми были полностью демонтированы. 
Троллейбусная сеть Перми на дату закрытия состояла из следующих линий:
- Комсомольский проспект — от ул. Монастырской до Комсомольской площади — первая линия, открытая в 1960 году, через которую проходили основные троллейбусные маршруты (№№ 1, 5, 12, ранее также 4, 6, 7, 9).
- линия на ст. Пермь I (ул. Монастырская) — продолжение первой линии до Речного вокзала и станции Пермь I. Трасса маршрутов №№ 1 и 6, частично маршрута № 3 (от ул. Сибирской до Перми I).
- линия через Северную дамбу (ул. Пушкина, ул. Островского, ул. Екатерининская, Северная дамба, ул. Крупской, площадь Дружбы) — вторая линия, открытая в 1962 году, через которую проходили основные троллейбусные маршруты (№№ 2, 10).
- линия на Ипподром (площадь Центрального рынка, шоссе Космонавтов) — продолжение второй линии до Ипподрома. Трасса маршрутов №№ 2, 4, 6, а также маршрутов, следовавших на Парковый (№№ 9, 10, 12).
- линия на ст. Пермь II (ул. Ленина) — трасса маршрута № 7, позднее — № 5.
- линия в микрорайон Крохалева (ул. Белинского, ул. Куйбышева, ул. Лодыгина, ул. Гусарова, ул. Солдатова) — трасса маршрутов №№ 1, 5, 12, ранее 13. На линии, по адресу ул. Куйбышева, 115, было расположено единственное троллейбусное депо.
- линия по ул. Героев Хасана — линия до Велозавода. Трасса маршрутов №№ 3, 4, 7, 8.  К моменту закрытия по линии ходило лишь два маршрута:  № 8 на участке от ул. Чернышевского до «Велты»  и  № 1 на участке от Комсомольской площади до ул. Чкалова.
- линия по ул. Чкалова:  короткая перемычка между улицами Героев Хасана и Куйбышева — использовалась для маршрутов №№ 1, 3, 11 в разные периоды, а также для машин, следовавших в депо.
- линия через Южную дамбу (площадь Карла Маркса, ул. Чернышевского, Южная дамба, бульвар Гагарина, площадь Дружбы) — трасса маршрутов №№ 8, 11, 13.
- линия в микрорайон Парковый (ул. Подлесная, ул. Зои Космодемьянской, проспект Парковый, ул. Куфонина) — трасса маршрутов №№ 9, 10, 12. К моменту закрытия по линии ходили лишь маршруты №№ 10 и 13.

Ещё до ликвидации троллейбуса в 2019 году было закрыто движение по следующим участкам:
- ул. Куйбышева:  участок от улицы Лодыгина до разворотного кольца на улице Анвара Гатауллина.  Выведен из использования за несколько лет до ликвидации троллейбуса (маршруты № 3, ранее 11 и 1).
- ул. Революции:  от Центрального рынка до Комсомольского проспекта — использовался для маршрутов, поворачивавших на Комсомольский проспект (№ 6, 9, 12), а также для машин, следовавших в депо. Впоследствии троллейбусы следовали по параллельной улице Пушкина. Закрыт в 2018 году.
- ул. Сибирская:  от площади Карла Маркса до улицы Монастырской — бывшая трасса маршрута № 3, закрытого в 2014 году[8].

## Система оплаты проезда
Стоимость проезда на троллейбусе, как и на других видах транспорта, с 15 декабря 2012 года составляла 13 рублей, с 1 января 2015 года — 16 рублей, с 1 января 2016 года — 20 рублей. Оплата проезда производится путём покупки билета у кондуктора в салоне троллейбуса за наличный или безналичный (по банковской карте) расчёт.
С 1 января 2017 года стоимость месячного ученического, пенсионного и студенческого проездного билета на троллейбус и на остальные виды городского общественного транспорта — 1080 рублей (Ранее проездной документ стоил 1020 рублей); с 1 января 2017 года бумажный проездной документ заменён на электронный в виде карты; на проездной документ установили лимит равный 90 поездкам.
Стоимость гражданского проездного на месяц на трамвай — 850 рублей; на месяц на троллейбус — 850 рублей; на месяц на трамвай и на троллейбус — 1100 (Информация о ценах устаревшая). С 2016 года гражданские проездные документы сняты с продажи.

## Сокращение сети и закрытие маршрутов
Стратегический мастер-план развития города Перми предусматривал полную ликвидацию троллейбусной сети к 2030 году. На начальном этапе (2020 год) предполагалась ликвидация троллейбусных маршрутов, дублирующих маршруты других видов транспорта. На окончательном этапе (2030 год) троллейбусная сеть должна была быть полностью ликвидирована, а её инфраструктура демонтирована.
В 2018 году в рабочую группу городской думы была передана концепция развития общественного транспорта в Перми на период до 2023 года, которая в частности предполагала ускоренную ликвидацию троллейбусной сети. Основные причины: самый убыточный вид городского транспорта; значительные расходы на содержание контактной сети; меньшая маневренность при ДТП, при реконструкциях дорог. На замену троллейбусам предлагаются автобусы на газовом топливе и трамваи. На начальном[когда?] этапе планировалось сохранение лишь двух основных троллейбусных направлений: «ул. Куйбышева — Пермь I» и «ул. Куфонина — Ипподром — пл. Дружбы», — остальные участки будут постепенно освобождаться от троллейбусного движения.
В феврале 2019 года глава Перми заявил, что троллейбусы полностью исчезнут с улиц города уже в 2019 году. В мае 2019 года закрыты маршруты № 8, 12 и 13.
Всего с 2014 по 2019 год на троллейбусной сети города Перми были закрыты:
- маршрут № 1 «ул. Гусарова — Пермь-1»;
- маршрут № 2 «площадь Дружбы — Ипподром»[11];
- маршрут № 3 «ул. Гатауллина (ранее „Велта“) — Пермь I»[8];
- маршрут № 5 «ул. Гусарова — Пермь-2»;
- маршрут № 7 «„Велта“ — Пермь II», закрытый на время ремонта ул. Героев Хасана и впоследствии не восстановленный [источник не указан 2604 дня];
- маршрут № 8 «„Велта“ — площадь Дружбы»;
- маршрут № 10 «Площадь Дружбы — м/р Парковый»[12];
- маршрут № 11 «ул. Гатауллина — площадь Дружбы» [источник не указан 2604 дня];
- маршрут № 12 «Парковый — ул. Гусарова» (перенаправлен с Паркового на Ипподром);
- маршрут № 12 «Ипподром — ул. Гусарова»;
- маршрут № 13 «ул. Гусарова — площадь Дружбы»[13]; (позднее под № 13 был введён другой маршрут);
- маршрут № 13 «м/р Парковый — площадь Дружбы» (через Южную дамбу).

30 июня 2019 года троллейбусное движение в Перми было прекращено в связи с началом масштабной реконструкции улицы Революции, ради которой была перекрыта часть Комсомольского проспекта.

## Подвижной состав
По состоянию на 2018 год подвижной состав пермского троллейбуса насчитывал 104 машины. На 2018 год основную часть парка составляют троллейбусы производства ЗАО «Тролза» разных годов выпуска и разных модификаций. В 2007 году было приобретено 9 новых машин этого завода (ценой примерно 3 млн руб. каждый), из них 8 марки ЗиУ-9. В 2008 году вводится в эксплуатацию троллейбус минского завода «Белкоммунмаш».
В 2010 году поступило 33 троллейбуса марки Тролза-5265.00 «Мегаполис». В 2011 году поступило ещё 13 машин. Все «Мегаполисы» полностью низкопольные. Первые 33 троллейбуса вышли на линию 12 июня 2010 года в день города. Всего в парке 46 троллейбусов этой модели. Но несколько машин из первой партии встали в первый же год на запчасти в ввиду неграмотного менеджмента 
Связь с диспетчером осуществлялась с помощью навигационной системы «Гранит».
После закрытия пермской системы 43 троллейбуса переданы в Березники.
| - Пермский троллейбус Белкоммунмаш AKCM-321 - Троллейбус ЗиУ-9 в 2019 году незадолго до закрытия троллейбусного движения - Троллейбус ВЗТМ-5284 (2010 г.) |

## Подготовка кадров
Подготовку водителей троллейбусов в Перми осуществляло профессиональное училище № 19 (52) (улица Мира, 26).